# Gladstone Edmond
Gladstone Hugh Edmond Clark (Limón; 20 de marzo de 1950) es un exfutbolista costarricense que jugaba de portero.

## Trayectoria
Debutó con Herediano en la Primera División de Costa Rica enfrentando al Uruguay de Coronado en Moravia en la temporada 1970. Jugó 236 partidos de Primera División y ganó los títulos de 1978 y 1979; en 1981 se marchó al Municipal Puntarenas y en 1983 al Sarchí de Alajuela, donde se retiró en 1987.

## Selección nacional
Actuó en 11 encuentros con la selección de Costa Rica, en el Campeonato de Naciones de la Concacaf de Trinidad y Tobago 1971, los Juegos Panamericanos de Ciudad de México 1975 y San Juan 1979 y el Preolímpico de Concacaf de 1980, ganando el tercer lugar en el Campeonato de Naciones y el primer lugar en el Preolímpico.

### Participaciones en Campeonatos Concacaf
| Copa                                          | Sede              | Resultado    | Part. |
| --------------------------------------------- | ----------------- | ------------ | ----- |
| Campeonato de Naciones de la Concacaf de 1971 | Trinidad y Tobago | Tercer lugar | 0     |

## Clubes
| Club                 | País       | Año       |
| -------------------- | ---------- | --------- |
| Herediano            | Costa Rica | 1970-1981 |
| Municipal Puntarenas | Costa Rica | 1981-1982 |
| Sarchí de Alajuela   | Costa Rica | 1983-1987 |

## Palmarés

### Títulos nacionales
| Título           | Equipo    | País       | Año  |
| ---------------- | --------- | ---------- | ---- |
| Primera División | Herediano | Costa Rica | 1978 |
| Primera División | Herediano | Costa Rica | 1979 |

### Títulos internacionales
| Título                  | Equipo     | Sede   | Año  |
| ----------------------- | ---------- | ------ | ---- |
| Preolímpico de Concacaf | Costa Rica | Varias | 1980 |